# Narycia eunomopis
Narycia eunomopis är en fjärilsart som beskrevs av Edward Meyrick 1934. Narycia eunomopis ingår i släktet Narycia och familjen säckspinnare. Inga underarter finns listade i Catalogue of Life.